# محمد عفيف
محمد عفيف (1959 - 17 نوفمبر 2024) كان المتحدث الرسمي اللبناني لحزب الله ورئيس قسم العلاقات الإعلامية فيه. كان من الأعضاء المؤسسين للمنظمة وكان رفيقاً مقرباً لعباس الموسوي .

## نشاطه في حزب الله
شغل محمد عفيف منصب المستشار الإعلامي الأول في الحزب، وبحسب وسائل إعلام لبنانية فقد تولى مسؤولية العلاقات الإعلامية منذ العام 2014 خلفاً لحسان اللقيس . وكان أيضًا مسؤولًا عن إدارة التغطية الإعلامية لحزب الله خلال حرب لبنان عام 2006 . وكان عفيف قد أدار سابقاً البرامج الإخبارية والسياسية على قناة المنار التابعة لحزب الله، وكذلك على إذاعة النور وقناة العهد .

### الناطق الإعلامي
برز دور عفيف كناطق باسم الحزب، بعد اغتيال اسرائيل للأمين العام لحزب الله، حسن نصر الله، في خضم العدوان الاسرائيلي على لبنان عام 2024. عقد العديد من المؤتمرات الصحفية على الهواء مباشرة من قلب الضاحية الجنوبية لبيروت، وفي المناطق المتضررة جرّاء العدوان الإسرائيلي عليها في لبنان.
وصرح بأن إسرائيل لم تتمكن من الاستيلاء على "قرية واحدة" في لبنان حتى الآن أثناء الغزو، كما دحض زعم الجيش الإسرائيلي بانخفاض كبير في مخزون حزب الله من الصواريخ ووصفه بأنه "مجرد أكاذيب". 
وبعد الهجوم على مجدل شمس الذي أدى إلى مقتل 12 طفلاً، قال عفيف إن المجموعة ليست مسؤولة عن الهجوم على مجدل شمس.   وبدلاً من ذلك، صرح بان سبب الانفجار هو إطلاق إسرائيل قذيفة صاروخية عليها من منظومة القبة الحديدية أثناء التصدي لإطلاق حزب الله للصواريخ على مواقع عسكرية إسرائيلية. 
في 22 أكتوبر 2024، عقد مؤتمرا صحفيا، واضطر إلى مقاطعته على الهواء مباشرة بسبب إشعار إخلاء أصدره الجيش الإسرائيلي للمنطقة التي عقد فيها المؤتمر الصحفي. وفي ذلك المؤتمر الصحفي، تقبل عفيف المسؤولية نيابة عن حزب الله عن الهجوم على منزل بنيامين نتنياهو في قيسارية قبل عدة أيام. 

## اغتياله
أدى قصف إسرائيلي على مبنى يضم مقر فرع حزب البعث اللبناني في منطقة رأس النبع في وسط بيروت إلى مقتل عفيف.   وأسفرت الغارة عن مقتل أربعة أشخاص، جميعهم من أعضاء قسم الإعلام في حزب الله، وإصابة 14 آخرين بينهم طفلان.  